# Nguyễn Đắc Nghiệp
Nguyễn Đắc Nghiệp là chính trị gia Đức, với gốc Việt Nam, Đảng Dân Chủ Cơ Đốc giáo - CDU (Die Christlich Demokratische Union Deutschlands), Phó Chủ Tịch Đảng CDU, Nước CHLB Đức
Từ nhiều năm qua, ông là thành viên ban lãnh đạo Đảng CDU và thành viên Hội đồng thành phố Thale, CHLB Đức.
Trong cuôc bầu cử Nghị viện thành phố Thale vào ngày 26/05/2019, ông Nguyễn Đắc Nghiệp đã vượt qua nhiều ứng cử viên sáng giá để tái đắc cử thêm nhiệm kỳ 5 năm (2019-2024).
Ông được bổ nhiệm thêm trọng trách là thành viên Hội đồng quản trị công ty FAB thành phố Thale.
Từ tháng 1/2015 đến nay, ông là Tổng Giám Đốc Điều Hành Tập đoàn SAPA Thale GmbH ở CHLB Đức.
Ngoài ra ông còn là Chủ tịch Hội người Việt Nam tại thành phố Thale và các vùng phụ cận, Tổng thư ký Hội đồng hương Vĩnh Phú tại CHLB Đức, nguyên phó chủ tịch Hội Doanh nghiệp Việt Nam tại CHLB Đức.

## Sơ lược tiểu sử
Ông Nguyễn Đắc Nghiệp sinh ngày 13/08/1952 tại tỉnh Vĩnh Phúc, Việt Nam, đến năm 1958 hồi cư về quê quán ở thủ đô Hà Nội.
Sau khi tốt nghiệp ở Thượng Hải, ông làm kỹ sư âm thanh tại Nhạc viện Hà Nội, (Nay là Học viện Âm nhạc Quốc gia Việt Nam), và học tại chức, tốt nghiệp khoa Lý luận Âm nhạc.
Năm 1987, ông sang Cộng hòa Dân chủ Đức làm việc theo Hiệp định giữa chính phủ Việt Nam và chính phủ CHDC Đức.
Cuối năm 1989, sau khi bức tường Berlin sụp đổ, ông ở lại Đức tự mở công ty kinh doanh, làm chuyên viên cho Hãng Bảo hiểm Hamburg Mannheimer và Hãng bảo hiểm DKV, Chủ tịch Hội đồng quản trị công ty GF 2000 AG ở thành phố Leipzig.
Sau khi xin thôi quốc tịch Việt Nam và gia nhập quốc tịch Đức, đến năm 2005 ông gia nhập đảng Liên minh Dân chủ Cơ Đốc Giáo Đức. Từ năm 2006, ông liên tục được tín nhiệm bầu vào ban lãnh đạo đảng CDU Thale.
Năm 2014 ông được Đại hội Đảng CDU thành phố bỏ phiếu tín nhiệm đề cử ông ra ứng cử vào Nghị viện thành phố Thale và ông đã đắc cử.
Năm 2019 ông lại được đại hội đảng CDU thành phố tiếp tục tín nhiệm đề cử ông ra tranh cử và ông đã đắc cử vào Nghị viện thành phố Thale thêm nhiệm kỳ 5 năm 2019 – 2024, ngày 04.07.2019 ông đã tuyên thệ nhậm chức trước Nghị viện thành phố Thale.